# Speyeria mormonia
Espèce
Speyeria mormonia est une espèce nord-américaine de lépidoptères de la famille des Nymphalidae et de la sous-famille des Heliconiinae.

## Dénomination
Speyeria mormonia a été nommé par Jakob Hübner en 1819.
Synonymes : Argynnis mormonia Boisduval, 1869.

### Noms vernaculaires
Speyeria mormonia se nomme Mormon Fritillary en anglais.

### Sous-espèces
- Speyeria mormonia arge (Strecker, 1878)
- Speyeria mormonia artonis (Edwards, 1881)
- Speyeria mormonia bischoffii (Edwards, 1870) en Alaska.
- Speyeria mormonia erinna (Edwards, 1883)
- Speyeria mormonia eurynome (Edwards, 1872)
- Speyeria mormonia luski (Barnes & McDunnough, 1913)
- Speyeria mormonia opis (Edwards, 1874)
- Speyeria mormonia washingtonia (Barnes et McDunnough, 1913)[1].

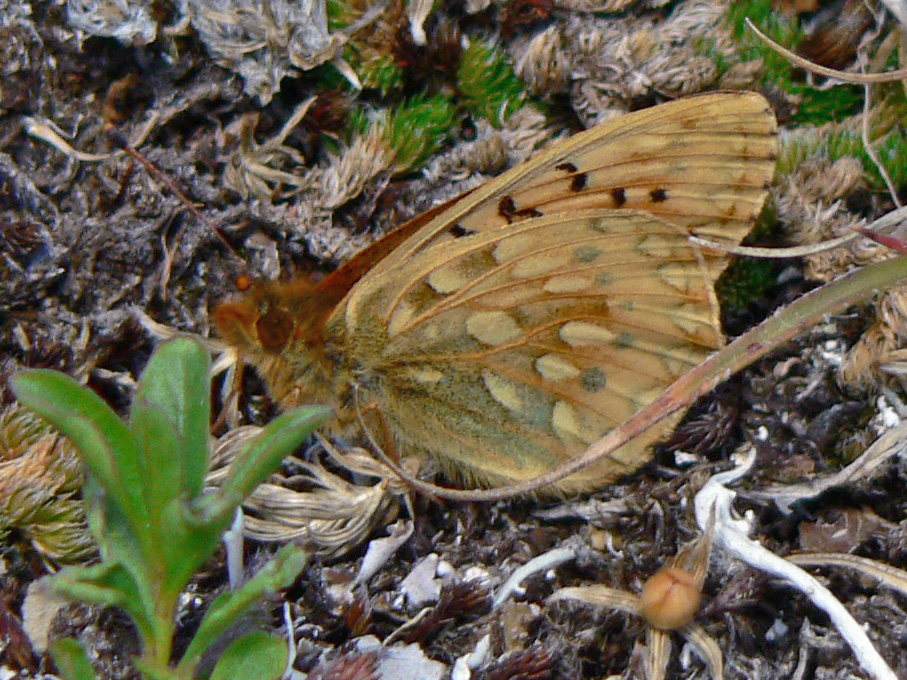
La couleur des ailes est plus discrète sur leur face inférieure

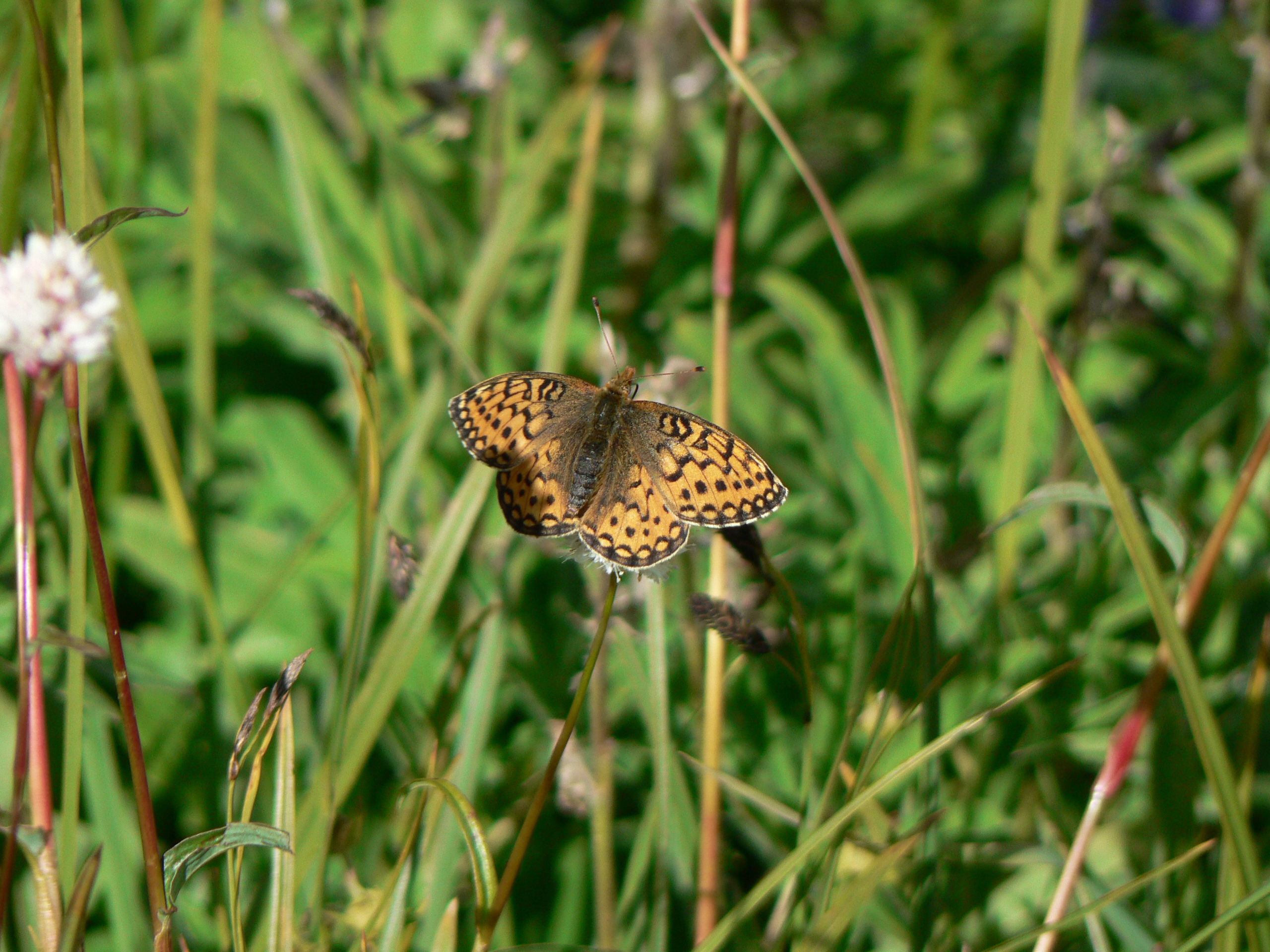
Speyeria mormonia

## Description
C'est un papillon de taille moyenne de couleur orange, orné de dessins marron.
Le revers d'une couleur jaune orange, les postérieures sont marquées de taches argentées ou verdâtres.

### Chenille
La chenille est de couleur marron avec des rayures noires et des épines foncées.

## Biologie

### Période de vol et hivernation
Il vole en une génération entre juin et septembre suivant la localisation.

### Plantes hôtes
Les plantes hôtes sont des violettes, Viola adunca, Viola nuttallii, Viola nephrophylla et Viola palustris.

## Écologie et distribution
Il est présent en Amérique du Nord, dans la partie nord-ouest, Alaska, Colombie-Britannique, Montana, Alberta, Nevada, Californie, sud de l'Arizona et nord du Nouveau-Mexique ,.

### Biotope
C'est un papillon de montagnes, dans les prés d'altitude et les vallées.

### Protection
Pas de statut de protection particulier.

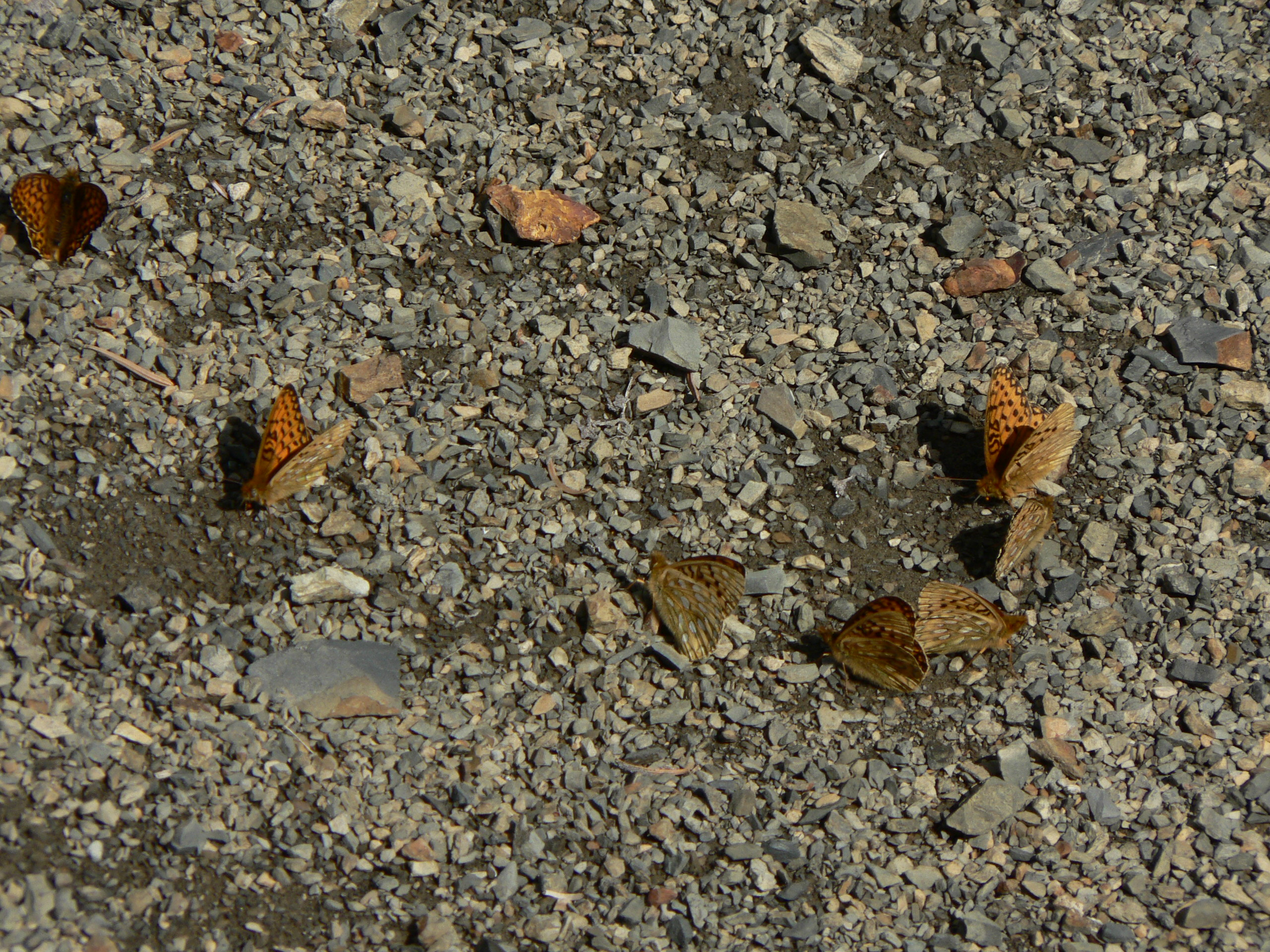
Speyeria mormonia comme beaucoup d'autres papillons peut se regrouper au sol où l'on suppose qu'ils sont attirés par des sels minéraux (et/ou hormones) naturellement issus d'urine ou d'excréments